# Francis Russell, 7. Duke of Bedford

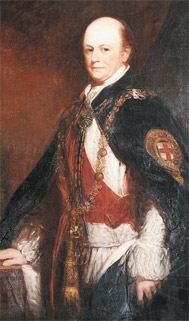
Francis Russell, Marquess of Tavistock (um 1850)

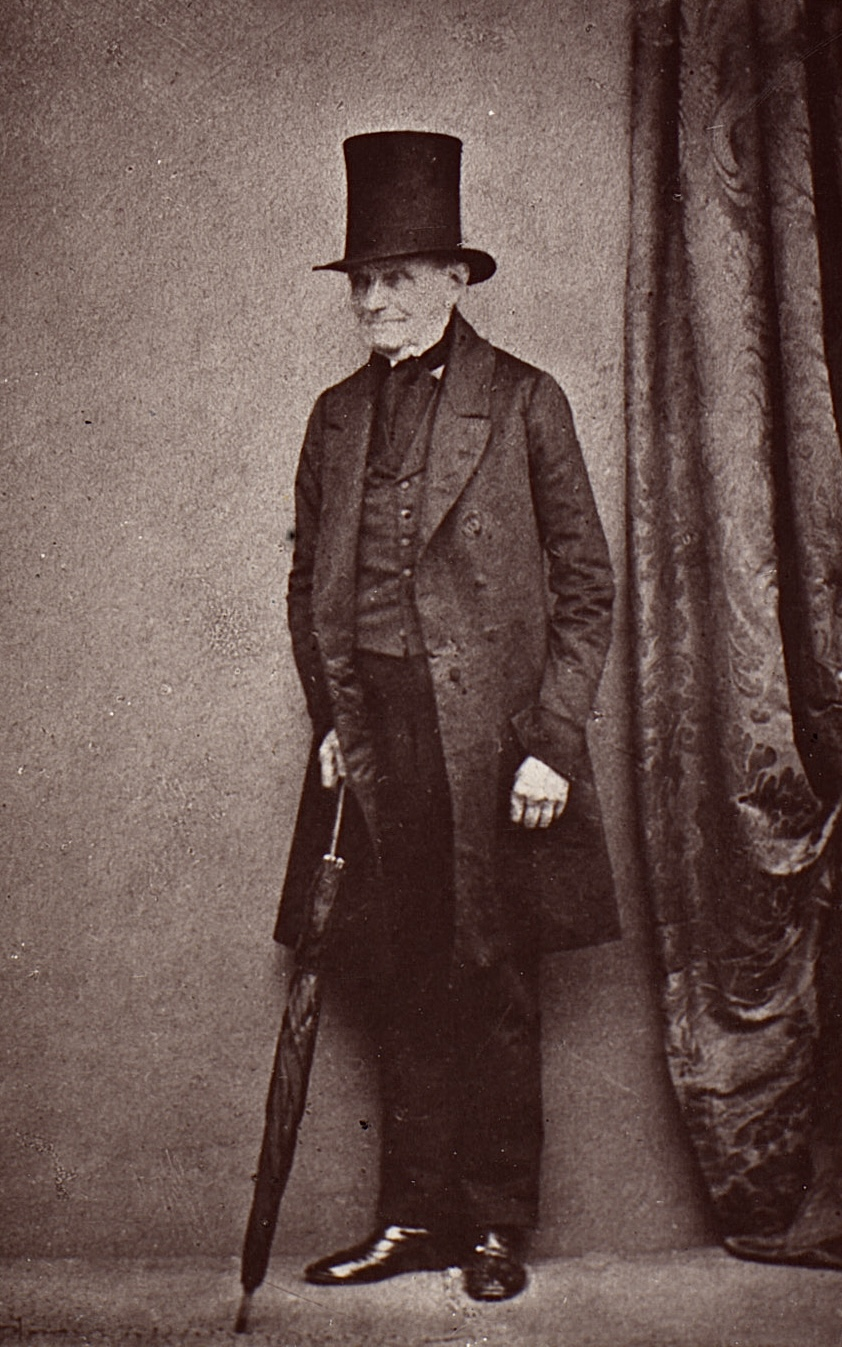
Francis Russell, 7. Duke of Bedford (um 1860)

Francis Russell, 7. Duke of Bedford (* 13. Mai 1788 in Pall Mall, London; † 14. Mai 1861 in Woburn Abbey, Bedfordshire) war ein britischer Peer und Politiker.

## Leben
Er war der älteste Sohn des John Russell, 6. Duke of Bedford (1766–1839) aus dessen erster Ehe mit Hon. Georgiana Elizabeth Byng († 1801), Tochter des George Byng, 4. Viscount Torrington. Als Heir apparent seines Vaters führte er ab 1802 den Höflichkeitstitel Marquess of Tavistock. Zu seinen jüngeren Brüdern zählte John Russell, 1. Earl Russell, der unter Königin Victoria zweimal britischer Premierminister war.
Er besuchte die Westminster School und schloss ein Studium am Trinity College der Universität Cambridge 1808 als Master of Arts ab.
Von 1809 bis 1812 war er als Abgeordneter der Whigs für das Borough Peterborough und anschließend von 1812 bis 1832 für das County Bedfordshire Mitglied des House of Commons. Am 15. Januar 1833 wurde ihm durch Writ of Acceleration vorzeitig der nachgeordnete Titel seines Vaters als 7. Baron Howland übertragen. Er wurde dadurch bereits zu Lebzeiten seines Vaters Mitglied des House of Lords. Als sein Vater 1839 starb, erbte er auch dessen übrige Adelstitel als 7. Duke of Bedford, 7. Marquess of Tavistock, 11. Earl of Bedford, 12. Baron Russell und 9. Baron Russell of Thornhaugh.
1846 nahm ihn Königin Victoria ins Privy Council und 1847 als Knight Companion in den Hosenbandorden auf. Von 1859 bis zu seinem Tod amtierte er als Lord Lieutenant von Bedfordshire.
Neben seinem politischen Wirken betätigte sich Francis Russell als Förderer der Landbevölkerung. So ließ er im Fen-Dorf Thorney mehrere Steinhäuser errichten, die ältere Lehm- und Fachwerkhäuser ersetzen.
Er starb am 14. Mai 1861 im Alter von 73 Jahren und wurde in der Grablege der Familie, der Bedford Chapel der St Michael’s Church im Dorf Chenies in Buckinghamshire beigesetzt.

## Ehe und Nachkommen
Am 8. August 1808 heiratete er Lady Anna Maria Stanhope (1783–1857), Tochter des Charles Stanhope, 3. Earl of Harrington. Sie war von 1837 bis 1841 Hofdame Königin Victorias. Aus der Ehe hatte er einen Sohn und Erben:
- William Russell, 8. Duke of Bedford (1809–1872).